# 라우라 줄리아니
라우라 줄리아니(이탈리아어: Laura Giuliani, 1993년 6월 5일 ~ )는 이탈리아의 여자 축구 선수이다. 포지션은 골키퍼이며, 현재 이탈리아 세리에 A 펨미닐레의 유벤투스 FC 위민 소속이다.

## 클럽 경력
2008년에 SS 라 벤베누타 산하 청소년 클럽에 입단했으며 2009년에 FCF 코모 2000으로 이적했다. 2010-11 세리에 A2 펨미닐레 시즌에서는 리그 22경기에 출전하면서 15골만을 허용했고 팀의 세리에 A 펨미닐레 승격에 기여했다. 2012년 9월 21일에는 독일 프라우엔-분데스리가 소속 클럽인 FSV 귀터슬로 2009로 이적했고 2013년에는 2. 프라우엔-분데스리가 소속 클럽인 헤르포르트 SV로 이적했다.
2015년에는 1. FC 쾰른으로 이적했지만 쾰른이 2015-16 프라우엔-분데스리가 시즌에서 2. 프라우엔-분데스리가로 강등되면서 SC 프라이부르크로 이적했다. 하지만 소속 팀의 주전 골키퍼로 있던 라우라 벵카르트에게 밀려서 출전 기회는 거의 적었고 2017년에 유벤투스로 이적하게 된다.

## 국가대표 경력
2011년부터 2013년까지 이탈리아 여자 U-19, U-20 축구 국가대표팀 선수로 활약했으며 이탈리아에서 개최된 2011년 UEFA U-19 여자 축구 선수권 대회에서 이탈리아의 준결승전 진출에 기여했다. 일본에서 개최된 2012년 FIFA U-20 여자 월드컵에도 참가했으나 이탈리아는 조별 예선에서 1무 2패를 기록하면서 탈락했다.
2014년 4월 5일에 열린 스페인과의 2015년 FIFA 여자 월드컵 유럽 지역 예선 원정 경기에 처음 출전하면서 이탈리아 여자 축구 국가대표팀 선수로 데뷔했고 네덜란드에서 개최된 UEFA 여자 유로 2017, 프랑스에서 개최된 2019년 FIFA 여자 월드컵에 참가했다.

## 수상
유벤투스
- 세리에 A 펨미닐레 1회 우승 (2017-18, 2018-19)
- 여자 코파 이탈리아 1회 우승 (2018-19)